# ناحية الجوادية
ناحية الجوادية إحدى نواحي سوريا تتبع إداريّاً لمحافظة الحسكة منطقة المالكية ومركزها مدينة الجوادية، بلغ تعداد سكان الناحية 40,535 نسمة حسب التعداد السكاني لعام 2004.

## بلدات وقرى ناحية مركز الجوادية:

### أ
- أبو بكر
- أبو عبيدة
- أبو عجيلة
- أم الرمان
- أم رجيم

### ب
- باب الحديد
- باب سليمان
- باب سينار
- باقلا
- البدر

### ت
- تل الحسنات
- تل العطشان
- تل خليل
- تل مراد
- تل منصور
- توكل

### ج
- الجابرية
- الجوادية

### ح
- الحافظية
- الحسينية
- الحمراء
- الحمراء الجديدة
- حلاق
- الحميدية

### خ
- خربة بلك
- خشينية

### د
- دير الغصن
- دير أيوب
- دير حافر
- دير قديم

### ر
- ربيعة
- الرها

### س
- السعادة
- سيناء
- سينان

### ش
- شبك

### ص
- الصابرية
- الصالحية

### ظ
- الظاهرية

### ع
- عابرة
- العباسية
- عتبة
- العرباء
- عسيلة
- علي بدران
- عمارات فوقاني
- عمارات تحتاني

### غ
- الغافقية
- الغسانية

### ق
- القاسمية
- القنيطرة
- قيرو

### م
- المشرفة
- مشيرفة
- معشوق
- معشوق الجديدة

### ن
- النفطية

### ي
- اليمامة